# Roberto Capelli
Roberto Capelli (Nuoro, 18 aprile 1957) è un politico italiano.

## Biografia
Diplomato al liceo scientifico, è imprenditore.

### Consigliere regionale della Sardegna
Alle elezioni regionali in Sardegna del 1999 è eletto consigliere con il Centro Cristiano Democratico.
Nel 2002 aderisce all'Unione dei Democratici Cristiani e di Centro (UDC), con cui viene rieletto consigliere alle regionali del 2004.
Alle elezioni politiche del 2006 è candidato al Senato della Repubblica in Sardegna con l'Unione di Centro, senza venire eletto.
Alle elezioni politiche del 2008 è nuovamente candidato al Senato della Repubblica in Sardegna, questa volta come capolista dell'UDC (preceduto solamente da Francesco D'Onofrio, che era candidato in più regioni), tuttavia non viene eletto poiché la lista non supera la soglia di sbarramento regionale dell'8%, fermandosi al 5.56% dei consensi.
L'anno seguente, alle elezioni regionali del 2009 è rieletto per la terza volta consigliere con l'UDC.
A gennaio 2013 abbandona l'Unione di Centro e aderisce al Centro Democratico, nuovo partito centrista (ma che si colloca nella coalizione di centro-sinistra) fondato da Bruno Tabacci in vista delle elezioni politiche del 2013.

### Elezione a deputato
Alle elezioni politiche del 2013 è quindi candidato alla Camera dei Deputati, nella circoscrizione Sardegna, come capolista del Centro Democratico: nonostante il partito ottenga solamente lo 0.49% dei consensi a livello nazionale, grazie al meccanismo del miglior perdente, Capelli viene eletto deputato della XVII Legislatura.
Alla Camera, assieme agli altri deputati del proprio partito, aderisce al gruppo misto, formando poi il 21 marzo 2013 la componente "Centro Democratico".
Il 19 novembre 2014, infine, assieme agli altri due deputati del Centro Democratico (Bruno Tabacci e Carmelo Lo Monte) abbandona il gruppo misto per aderire al nuovo gruppo parlamentare Democrazia Solidale - Centro Democratico, divenendone vice capogruppo.
Il 17 settembre 2015 è stato eletto segretario di presidenza alla Camera dei Deputati con 96 voti, divenendo quindi membro dell'ufficio di presidenza in rappresentanza del gruppo parlamentare Democrazia Solidale - Centro Democratico.
Conclude il proprio mandato parlamentare nel marzo 2018.

## Procedimenti giudiziari
Il 3 gennaio 2014 finisce nel registro degli indagati della Procura di Cagliari, in merito all'indagine sui fondi dei gruppi regionali. L'accusa si riferisce alla legislatura 2004-2009 e ad una somma di 129.500 euro per i quali non risulta giustificato l'impegno di spesa. A dare notizia dell'iscrizione nel registro degli indagati è lo stesso Capelli con un post sul suo profilo Facebook. Qui di seguito le sue parole:
"Con buona pace di chi da tempo lo auspicava, non ho il piacere di comunicare che in data odierna (pochi minuti fa) mi è stato notificato "Invito per la presentazione di persona sottoposta ad indagini, Informazione di garanzia e sui diritti di difesa" per l'utilizzo di fondi del Gruppo Consiliare UDC nella XIII legislatura (2004-2009), per un totale di 129.500 euro di cui "non risulta giustificato l'impegno di spesa", con invito a "presentarmi in qualità di persona sottoposta ad indagini per i reati sopra indicati (Peculato), il giorno 15 gennaio 2014 alle ore 9" presso Palazzo di Giustizia di Cagliari. Salvo decidere di richiedere di essere sentito, possibilmente, prima di tale data mi presenterò puntualmente davanti al Magistrato assistito dall'avvocato Annamaria Busia. Nella giornata di domani, nel corso dell'Assemblea Regionale del mio Partito, comunicherò le mie decisioni in merito ai ruoli di rappresentanza che in esso ricopro. Ritenendolo doveroso lo comunico personalmente".
In un articolo pubblicato su Sardinia Post il 15 gennaio 2014 il deputato, tra le altre cose, dichiara: "sono sereno, ma non ho conservato la rendicontazione". 
Il 19 gennaio 2023, i giudici della Corte d'appello di Cagliari, accogliendo le richieste del sostituto procuratore generale Michele Incani, hanno riformato la sentenza di condanna emessa in primo grado nei confronti di quattro ex consiglieri regionali dell'Udc coinvolti nell'inchiesta sui fondi destinati al gruppo che ha coinvolto complessivamente un'ottantina di esponenti politici sardi della XIII e XIV legislatura. È così scattata l'assoluzione per uno degli episodi di peculato e la prescrizione per i restanti contestati all'ex parlamentare.